# IrfanView
IrfanView — небольшая по размеру программа для просмотра и воспроизведения графических, видео- и аудиофайлов. Работает в среде операционных систем Windows и ReactOS, бесплатна для некоммерческого использования. Имеет набор возможностей по редактированию графических файлов. Программа названа по имени разработчика — Ирфана Шкильяна (босн. Irfan Škiljan) боснийского программиста из Яйце, Босния и Герцеговина, ныне живущего в Вене.

## Возможности
- Просмотр графических файлов большого количества форматов (для просмотра некоторых могут потребоваться плагины), а также воспроизведение аудио- и видеофайлов[2][3].
- Получение изображений со сканера.
- Захват изображения с экрана, создание скриншотов[2][3].
- Предварительный просмотр изображений в виде эскизов.
- Вывод сведений об изображении[3], в том числе EXIF (также возможен показ выбранной информации из EXIF при полноэкранном просмотре).
- Режим слайдшоу, полноэкранный режим показа картинок.
- Поворот изображения, применение к нему различных эффектов.
- Увеличение/уменьшение видимого размера изображения, а также изменение размера самого изображения.
- Копирование, вырезание, вставка выделенной части изображения.
- Пакетное преобразование и/или переименование файлов.
- Создание экранных заставок из изображений[3].
- Создание веб-страниц из изображений.
- Интеграция с Total Commander.
- Автоматическая коррекция гаммы, насыщенности и контрастности (для версий 4), позволяющая в некоторой степени качественно «вытягивать» информацию из теневых участков фотографий, совсем не трогая ярких.
- Развитая система управления из командной строки[3], позволяющая использовать программу, например, в пакетных файлах.
- Интерфейс на многих языках (включая русский) через подключаемые модули[3].

### Поддерживаемые форматы
Графические
ACR, AI*, ANI, ARW, B3D*, BMP, CAM*, CGM, CLP*, CPT, CR2, CRW, CUR, DCM, DCR, DCX*, DDS*, DIB, DJVU, DLL, DNG, DWG, DXF*, ECW*, EMF, EPS, EXE, EXR*, FLV*, FPX*, G3*, GIF, HDP, HPGL, ICL, ICO, ICS*, IFF, IMA*, IMG*, IW44*, JLS*, JNG*, JP2, JPEG, JPG, JPM*, JXR, KDC, LBM*, MNG, MOS, MRW, NEF, NRW, ORF, PBM, PCD, PCX, PDF*, PDN*, PNG, PS, PSD, PSP*, RAF, RAS, RAW, RLE*, RW2, RWL, SFF*, SFW*, SGI, SID*, SRF, SVG*, SWF, TGA, TIF, TTF*, WBC, WBMP*, WBZ*, WDP*, WEBP*, WMF, WSQ*, XBM*, XCF*, XPM*, YUV*.
Видео/аудио
AIF, ASF, AU, AVI, M2T, M2TS, M2V, M4V, MOV*, MP3, MP4, MPEG, MPG, MID, MKV, MTS, OGG*, RA*, SND, TS, WAV, WEBM, WMA, WMV.
* поддержка только через плагины.

## Популярность
- По утверждению разработчика, с 2003 года IrfanView загружают каждый месяц свыше миллиона пользователей, согласно подсчётам трёх-четырёх основных сайтов загрузки[2][4].
- По состоянию на май 2024 года, с сайта CNET, программа была скачана более 86 млн раз[2][5].